# Chewaka
Chewaka est un woreda de l'ouest de l'Éthiopie situé dans la zone Buno Bedele de la région Oromia. Il a 56 106 habitants en 2007. Son centre administratif est Ilu Harer.

## Nom et origine
Le nom du woreda peut s'écrire Chewaka[réf. souhaitée], Chewaqa ou Chwaka. 
Il se détache de l'ancien woreda Bedele avant le recensement national de 2007 et fait partie de la zone Illubabor jusqu'à la création de la zone Buno Bedele.

## Situation
Extrémité nord de la zone Buno Bedele, Chewaka est limitrophe de la zone Kamachi dans la région Benishangul-Gumuz et des zones Mirab Welega et Misraq Welega dans la région Oromia.
| Gimbi | Belo Jegonfoy |              |
| Gechi | Chewaka       | Diga         |
| Mako  | Dabo Hana     | Leka Dulecha |

Son centre administratif, Ilu Harer,, se trouve 70 km au nord-ouest de Bedele et 75 km à l’ouest de Nekemte.

## Population
Au recensement national de 2007, le woreda compte 56 106 habitants dont 2 % de citadins avec 1 048 habitants à Ilu Harer. La plupart des habitants du woreda (94 %) sont musulmans, moins de 5 % sont orthodoxes et 1 % sont protestants.
En 2022, la population du woreda est estimée à 79 127 personnes avec une densité de population de 128 personnes par km2 et 619 km2 de superficie.